# Van Halen III
| Оценки критиков | Оценки критиков |
| Источник        | Оценка          |
| --------------- | --------------- |
| Allmusic        | [ 1 ]           |
| Роберт Кристгау | [ 2 ]           |
| Rolling Stone   | [ 3 ]           |

Van Halen III — одиннадцатый студийный альбом американской рок-группы Van Halen, изданный в 1998 году.

## Об альбоме
Это единственный студийный альбом группы с участием вокалиста Гэри Шероуна и последний с басистом Майклом Энтони, который в 2006 году был заменен сыном Эдди Вольфгангом. Работа над следующим альбомом с Шероуном началась в 1999 году, но никогда не продвигалась дальше записи нескольких демо. Альбом также стал последним студийным релизом группы, выпущенным на лейбле Warner Bros.. Следующий A Different Kind of Truth (2012) был издан Interscope Records.
Единственным значительным радиохитом с альбома был сингл «Without You», который 7 марта 1998 достиг № 1 в чарте Hot Mainstream Rock Tracks и оставался в нём шесть недель. В ходе работы над «A Year to the Day» Эдди записал четыре партии соло и спрашивал у Шероуна и Поста, какое из них — наиболее подходящее.
Отзывы критиков на Van Halen III были в основном негативными. Стивен Томас Эрлевайн из AllMusic заявил, что альбом «страдает от тех же проблем, что и Van Halen времён Хагара — хромых риффов, слабых мелодий и бесхитростных ритмов».
За альбомом последовал тур, в рамках которого группа впервые посетила Австралию и Новою Зеландию. В туре исполнялись песни периодов как Рота, так и Хагара.
Это самый долгоиграющий студийный альбом за всю историю группы.

## Список композиций
Релиз альбома на кассете.
Слова и музыка всех песен — Эдди Ван Хален, Алекс Ван Хален, Гэри Шероун и Майкл Энтони, кроме указанных иначе.
| №                   | Название                 | Перевод                | Длительность |
| ------------------- | ------------------------ | ---------------------- | ------------ |
| 1.                  | «Neworld» (инструментал) | Новый Мир              | 1:45         |
| 2.                  | «Without You»            | Без Тебя               | 6:30         |
| 3.                  | «One I Want»             | Та, Кого Я Хочу        | 5:30         |
| 4.                  | «From Afar»              | Издалека               | 5:24         |
| 5.                  | «Dirty Water Dog»        | Грязная Водяная Собака | 5:27         |
| 6.                  | «Once»                   | Однажды                | 7:42         |
| Общая длительность: | Общая длительность:      | Общая длительность:    | 32:18        |

| №                   | Название                                  | Перевод             | Длительность |
| ------------------- | ----------------------------------------- | ------------------- | ------------ |
| 7.                  | «Fire in the Hole»                        | Огонь в Дыре        | 5:31         |
| 8.                  | «Josephina»                               | Жозефина            | 5:42         |
| 9.                  | «Year to the Day»                         | Из Года в Год       | 8:34         |
| 10.                 | «Primary» (гитарное соло Эдди Ван Халена) | Первичный           | 1:27         |
| 11.                 | «Ballot or the Bullet»                    | Бюллетень или Пуля  | 5:42         |
| 12.                 | «How Many Say I»                          | Сколько Я Сказал    | 6:04         |
| Общая длительность: | Общая длительность:                       | Общая длительность: | 33:00        |

## Участники записи
Van Halen
- Гэри Шероун — вокал
- Эдди Ван Хален — гитара, бас-гитара, клавишные, бэк-вокал, вокал (12)
- Майкл Энтони — бас-гитара (2, 3, 7), бэк-вокал
- Алекс Ван Хален — ударные

Дополнительный персонал
- Майк Пост — продюсер, фортепиано (1)
- Эрвин Маспер — звукорежиссёр
- The Edward — сведение, мастеринг
- Robbes — сведение, мастеринг
- Эдди Шрейер — мастеринг
- Флориан Аммон — программирование

## Позиции в чартах и сертификации
| Страна         | Место |
| -------------- | ----- |
| Австралия      | 8     |
| Австрия        | 23    |
| Великобритания | 43    |
| Германия       | 13    |
| Нидерланды     | 24    |
| США            | 4     |
| Финляндия      | 5     |
| Швеция         | 39    |

| Страна     | Сертификация |
| ---------- | ------------ |
| США (RIAA) | Золотой      |